# Common Lisp HyperSpec
Common Lisp HyperSpec (CLHS) — гипертекстовая версия стандарта ANSI Common Lisp. Кроме самого стандарта содержит ряд дополнительных материалов комитета NCITS/J13 по стандартизации Common Lisp. CLHS является собственностью компании Lisp Works Ltd. и создан с разрешения ANSI и NCITS.
Доступен на сайте компании Lisp Works Ltd. в онлайн и офлайн версиях.

## История
Первая версия CLHS была подготовлена редактором комитета NCITS/J13 Кентом Питманом(Kent Pitman) в 1996 году. Для создания гипертекстовой версии Питман написал специальную программу на ANSI Common Lisp.
В 2005 году CLHS пересмотрен Кентом Питманом.